# 北海道道625号学園新十津川停車場線
北海道道625号学園新十津川停車場線（ほっかいどうどう625ごう がくえんしんとつかわていしゃじょうせん）は、北海道樺戸郡新十津川町内を結ぶ一般道道（北海道道）である。

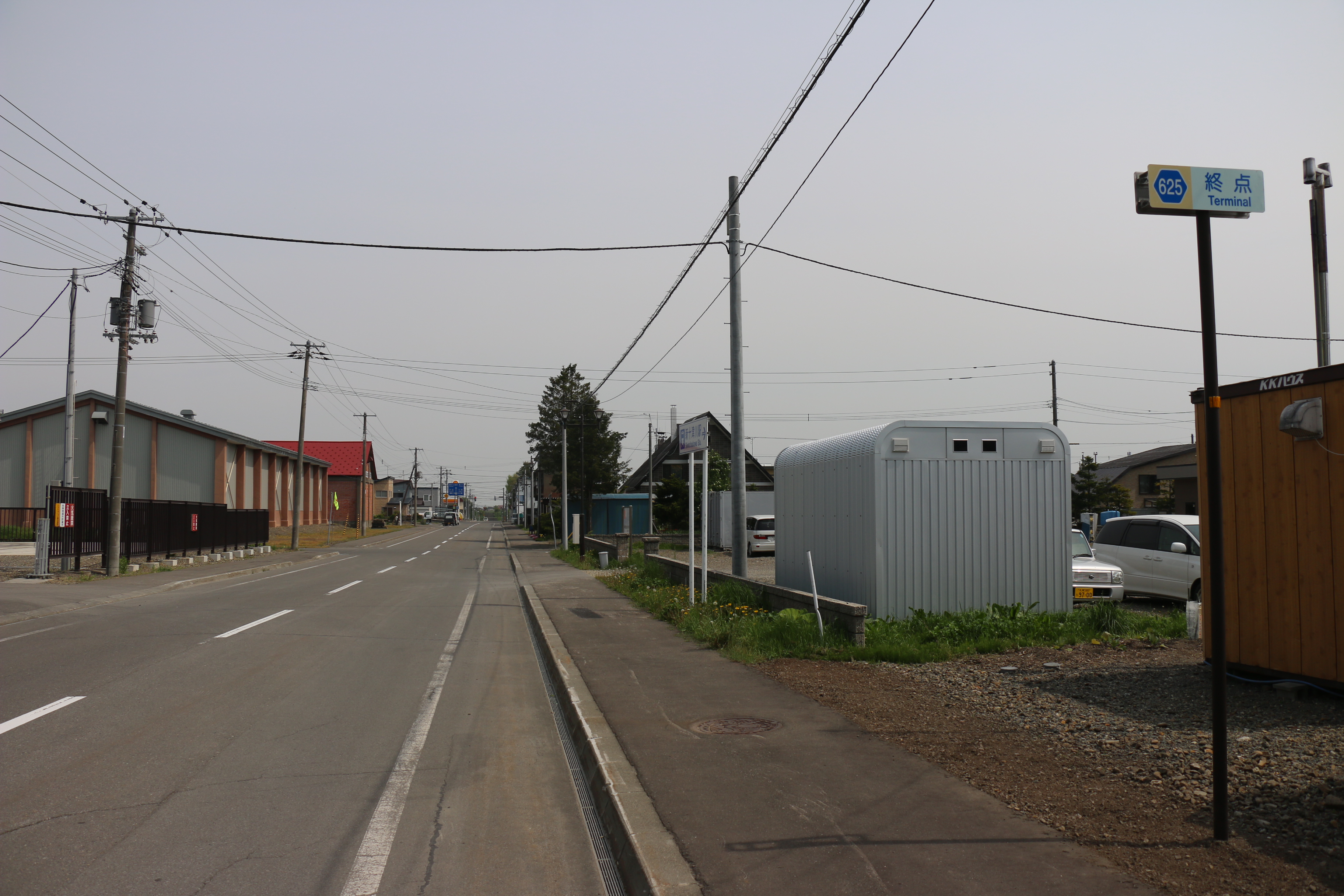
終点付近

## 概要

### 路線データ
- 起点：北海道樺戸郡新十津川町字学園（国道451号交点）
- 終点：北海道樺戸郡新十津川町字中央（JR北海道 札沼線 新十津川駅跡）
- 路線延長：6.4 km（総延長）

## 歴史
- 1969年（昭和44年）6月18日 路線認定[1]。

## 路線状況

### 道路施設
主な橋梁
- 学総橋（徳富川）＝新十津川町字学園 - 新十津川町字総進
- 総富地橋（総富地川）＝新十津川町字総進 - 新十津川町字中央

## 地理

### 通過する自治体
- 空知総合振興局
  - 樺戸郡新十津川町

### 交差する道路
新十津川町
- 国道451号 - 字学園（起点）
- 国道275号 - 字中央

### 沿線にある施設など
新十津川町
- 新十津川幼稚園 - 総進60-4
- 新十津川町立新十津川中学校 - 中央25-1
- ファミリーマート新十津川店 - 中央6−58
- 新十津川町役場 - 字中央301-1
- 北門信用金庫新十津川支店 - 中央18-14
- 空知中央病院 - 中央20-4